# SB 629
Die Dampflokomotiven der Reihe 629 waren Personenzugtenderlokomotiven der Südbahngesellschaft (SB), die auch in größeren Zahlen von den k.k. Staatsbahnen (kkStB), von den Bundesbahnen Österreichs (BBÖ), den ČSD und den PKP beschafft wurden.

## Geschichte
Die Ursprünge der Reihe 629 liegen bei den 15 Lokomotiven der Südbahn (629.01–15), die zwischen 1913 und 1915 gebaut wurden. Sie war als Nachfolger der Reihe 229 gedacht und für Personen- und leichte Schnellzüge vorgesehen. Verschiedene Vorgaben wie Metergewicht und Leistungssteigerung führten zur Achsfolge 2’C1’ und der Anwendung eines Heißdampfantriebes. Diese Achsfolge war international bei Schlepptenderlokomotiven bereits weit verbreitet, kam in Österreich jedoch nur bei dieser Tenderlokomotive zur Anwendung.
Für die Konstruktion verantwortlich zeichnete Ernst Prossy in enger Zusammenarbeit mit der Lokomotivfabrik der StEG in Wien. Die Höchstgeschwindigkeit wurde mit 85 km/h festgesetzt, obwohl bei Probefahrten 110 km/h problemlos erreicht wurden. Später waren 90 km/h zugelassen. Die Betriebsvorräte waren für eine Reichweite von ca. 200 km dimensioniert. Sehr geschätzt wurde die Laufruhe der neuen Type.
Die guten Ergebnisse bewogen Karl Gölsdorf, anstelle einer eigenen Konstruktion für die kkStB ebenfalls Lokomotiven dieser Bauart zu bestellen, die nur in Details an die Normalien der Staatsbahn angepasst wurden. 25 Lokomotiven wurden zwischen 1917 und 1918 geliefert, sie sie wurden mit den Betriebsnummern 629.01–25 versehen.
Nach dem Ersten Weltkrieg verblieben nur zehn Exemplare der kkStB-Baureihe, aber alle Südbahnlokomotiven in Österreich.
Bei den BBÖ erhielten die Lokomotiven der Südbahn die Betriebsnummern 629.101–115; die kkStB-Lokomotiven behielten ihre Nummern, doch waren wegen der Abgabe an die ČSD 15 Ordnungsnummern unbesetzt.
Auf Grund der guten Erfahrungen beschafften die BBÖ weitere 30 Stück, die als 629.26–50 zwischen 1920 und 1921 geliefert wurden.
1926 wurden noch einmal 25 Stück nachbestellt (629.56–80) und 1926/27 geliefert.
Die letzten fünf Lokomotiven (629.500–504 mit Caprotti Ventilsteuerung) wurden 1927/28 geliefert; nach schlechten Erfahrungen wurden sie aber auf Lentz-Ventilsteuerung umgebaut.
Damit waren 85 Lokomotiven im Bestand.
Außerdem wurde die Bauart nach dem Ersten Weltkrieg auch in der Tschechoslowakei, wo 15 Lokomotiven der kkStB verblieben waren, nachgebaut.
Bei den Nachfolgern der ČSD waren etwa 1941 234 Stück als Reihe 354.1 vorhanden.
Die PKP beschaffte 1921/22 zehn Stück bei Krauss in Linz, die sie als Reihe OKm11 einordnete.
Ein weiterer Bedarf nach Leistungssteigerung führte in Folge zur Entwicklung der 2’C2’ h2t-Reihe 729, der späteren Reihe 78 der ÖBB.
Als 1938 nach dem Anschluss Österreichs an das Dritte Reich die BBÖ in die Deutsche Reichsbahn eingegliedert wurden, erhielten die Lokomotiven die Baureihenbezeichnung 77.2, sie wurden in zwei Gruppen als 77 201–265 und 77 281-285 eingeordnet.
Bei Übernahme durch die ÖBB nach dem Zusammenbruch des Dritten Reichs erhielten die Lokomotiven, von denen einige durch die Kriegsereignisse zu anderen Bahnen gekommen waren, folgende Nummern:
77.01–10    ehemals aus kkStB Reihe 629.01–25 (Baujahre 1917/18)
77.11–40    ehemals aus BBÖ Reihe 629.26–55 (Baujahre 1920–1922)
77.242–264  ehemals aus BBÖ Reihe 629.57–80 (Baujahre 1926/27)
77.66–80    ehemals aus Südbahn Reihe 629.01–15 (Baujahre 1913–1915)
77.281–285  ehemals aus BBÖ Reihe 629.500–504 (Baujahr 1927/28)
Die letzten zwei Stellen der Ordnungsnummern der Deutschen Reichsbahn blieben erhalten. Die neueren Lokomotiven (Baujahre ab 1926) behielten wegen der konstruktiven Unterschiede auch bei der ÖBB die 200er-Stelle.
Fünf Maschinen blieben nach 1945 in Jugoslawien (JDŽ-Reihe 18) und zwei kamen zu den ČSD (354.1500 und 1501).
In den 1960er Jahren begannen die Kassierungen, doch blieben Lokomotiven dieser Reihe fast bis zum Ende des Dampflokomotivbetriebes im Einsatz.

### Erhaltene Dampflokomotiven der Reihe

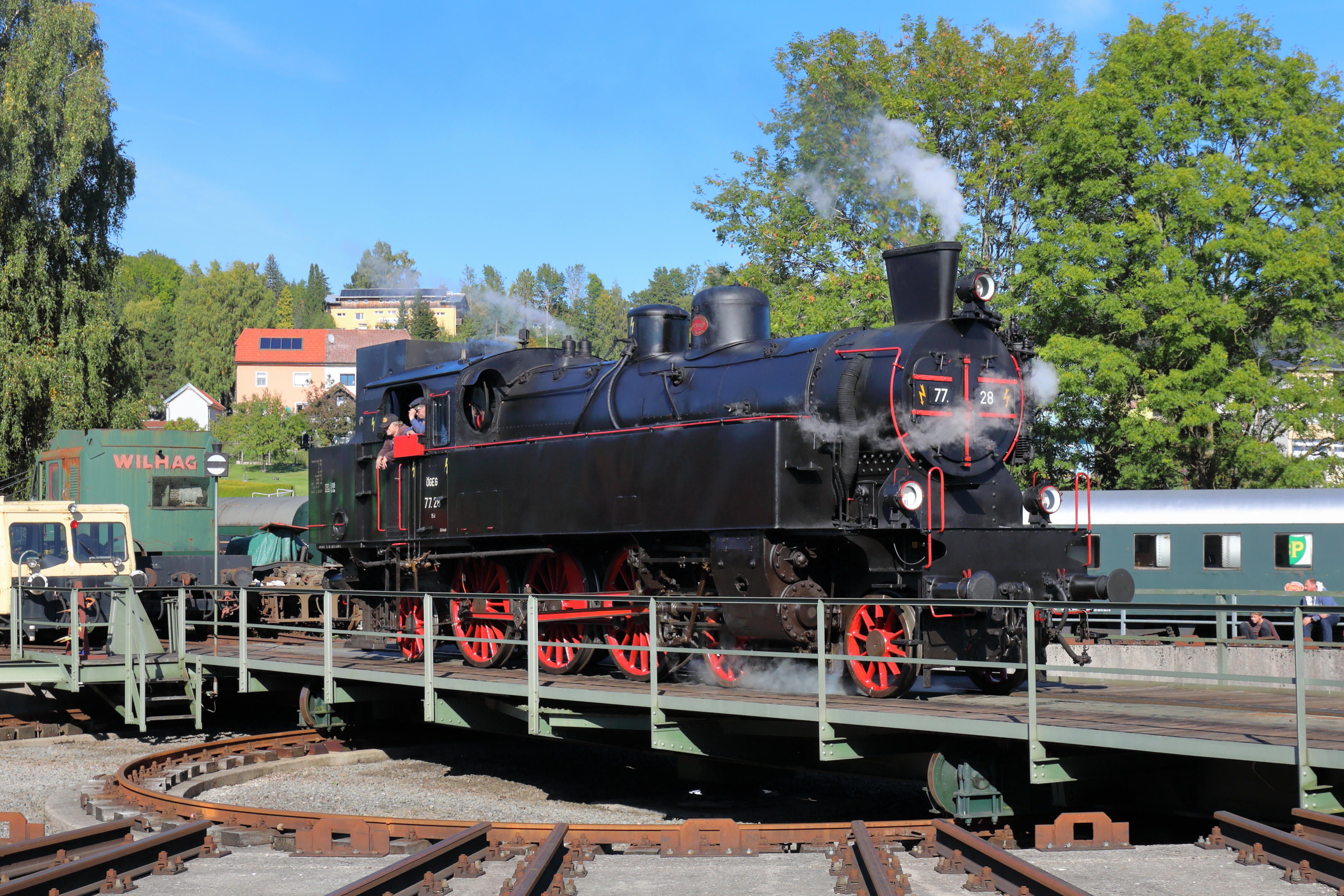
77.28 im Eisenbahnmuseum Ampflwang (2021)

| Nummer             | Baujahr | Erhaltungszustand   | Eigentümer/Standort                                 |
| ------------------ | ------- | ------------------- | --------------------------------------------------- |
| 629.01             | 1913    | betriebsfähig       | Technisches Museum Wien / Eisenbahnmuseum Strasshof |
| 629.43 / ÖBB 77.28 | 1920    | betriebsfähig       | ÖGEG / Ampflwang                                    |
| 629.80 / JŽ 18-005 | 1927    | Denkmal             | Slowenisches Eisenbahnmuseum / Dravograd            |
| 629.65 / 77.250    | 1927    | betriebsfähig       | Eurovapor / Würzburg                                |
| 629.59 / 77.244    | 1927    | nicht betriebsfähig | Verein der Eisenbahnfreunde in Lienz                |

## Die ČSD-Baureihe 354.1

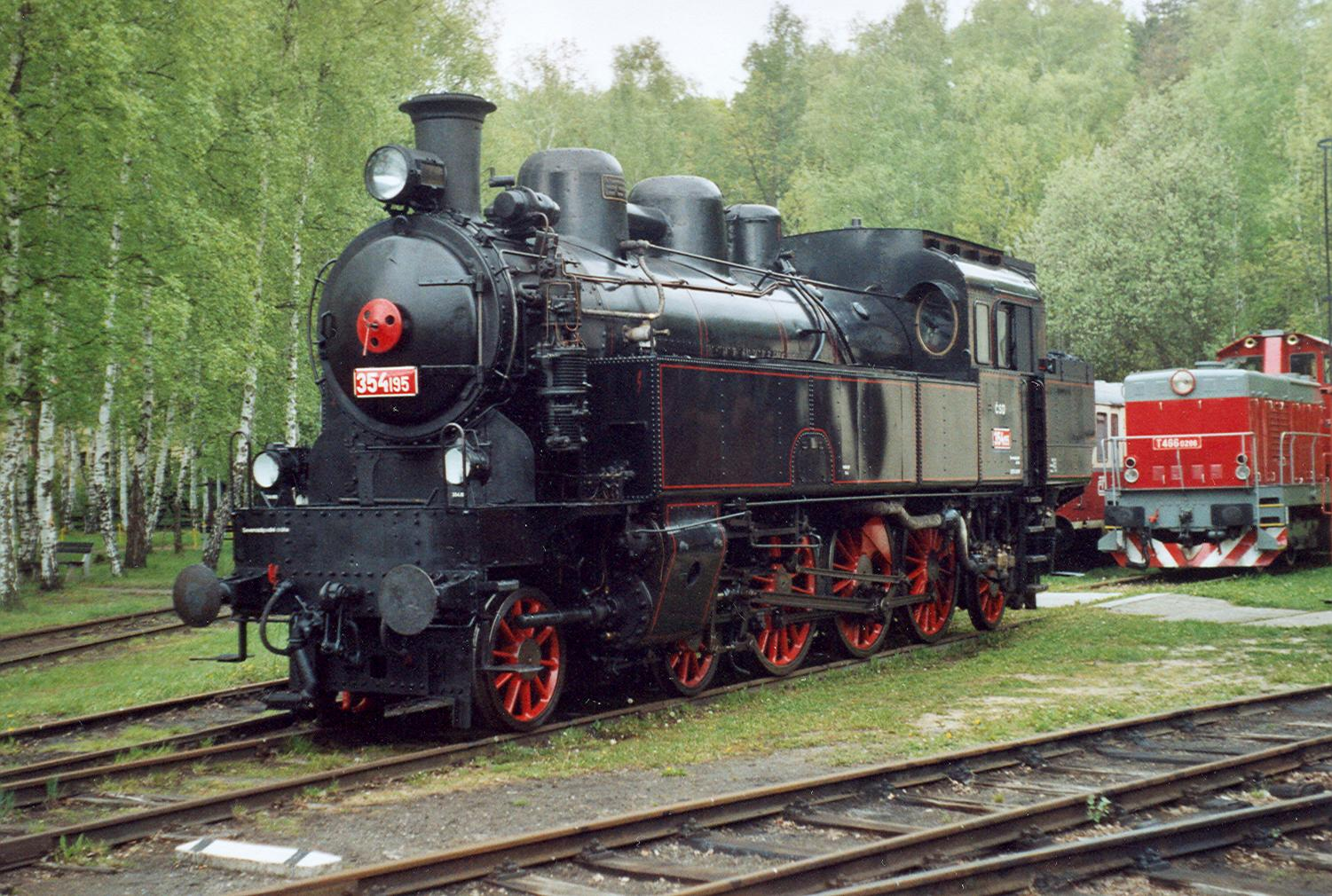
354.195 im Eisenbahnmuseum Lužná u Rakovníka

Zu den 15 von der kkStB übernommenen Lokomotiven der Reihe 629 (354.121–35) kamen zunächst 1920/21 30 von den Škoda-Werken in Plzeň (Pilsen) gelieferte Nachbauten, die sich unter anderem durch zwei Dome mit Verbindungsrohr von der Ursprungsbauart unterschieden (354.101–20 und 136–45).
Durch mehrfache Nachbestellungen waren 1941 234 Stück bei der ČSD im Einsatz, bei denen kontinuierlich Verbesserungen wie größere Führerhäuser, elektrische Beleuchtung und ein gusseiserner Kranzschornstein statt Kobelrauchfang eingeführt wurden.
Die letzte Bauform (354.1220–229) wurde an eine kleinere Fahrzeugumgrenzung angepasst, sodass kein Dampfdomverbindungsrohr installiert werden konnte.
Der verkürzte Schornstein machte Windleitbleche notwendig.
1930 baute Škoda fünf Maschinen mit Lentz-Ventilsteuerung und Kleinrohrüberhitzer nach österreichischem Vorbild.
Beide Änderungen setzten sich jedoch bei der ČSD nicht durch.
Nach der Angliederung des Sudetenlandes an Deutschland im Oktober 1938 kamen insgesamt 49 Lokomotiven zur Deutschen Reichsbahn, die dort als Baureihe 77.3 eingeordnet wurden. Während der Reichsbahnära kamen die Lokomotiven auch auf Strecken des Altreichs in Bayern, Sachsen und Schlesien zum Einsatz. Dabei standen sie teilweise sogar im Schnellzugdienst.

### Erhaltene Dampflokomotiven der ČSD-Reihe
| Nummer       | Baujahr | Erhaltungszustand   | Eigentümer/Standort        |
| ------------ | ------- | ------------------- | -------------------------- |
| ČSD 354.195  | 1925    | betriebsfähig       | Eisenbahnmuseum Lužná      |
| ČSD 354.1178 | 1931    | nicht betriebsfähig | MDC-ZSR / ?                |
| ČSD 354.1217 | 1938    | nicht betriebsfähig | NTM / Lokdepot in Chomutov |

## Die PKP-Baureihe OKm11
Überzeugt durch die guten Erfahrungen in Österreich bestellte die Polnische Staatsbahn 1922 zehn Stück im Anschluss an eine bei Krauss in Bau befindliche Serie.
Die Lokomotiven wurden als OKm11 eingereiht und in Galizien eingesetzt.

## Einsatz

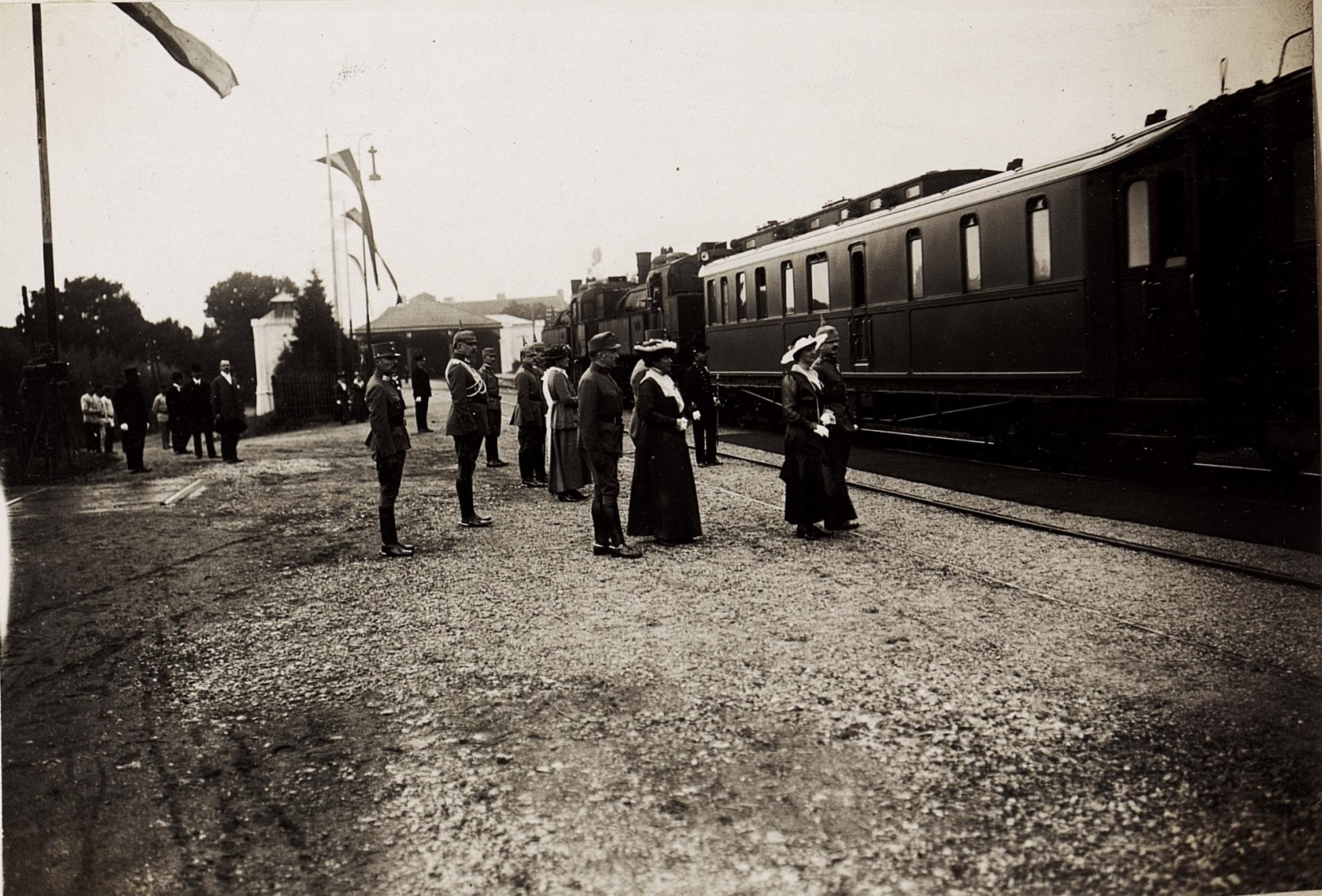
Zwei SB-629er vor dem Hofzug Kaiser Wilhelm II. in Laxenburg (1917)

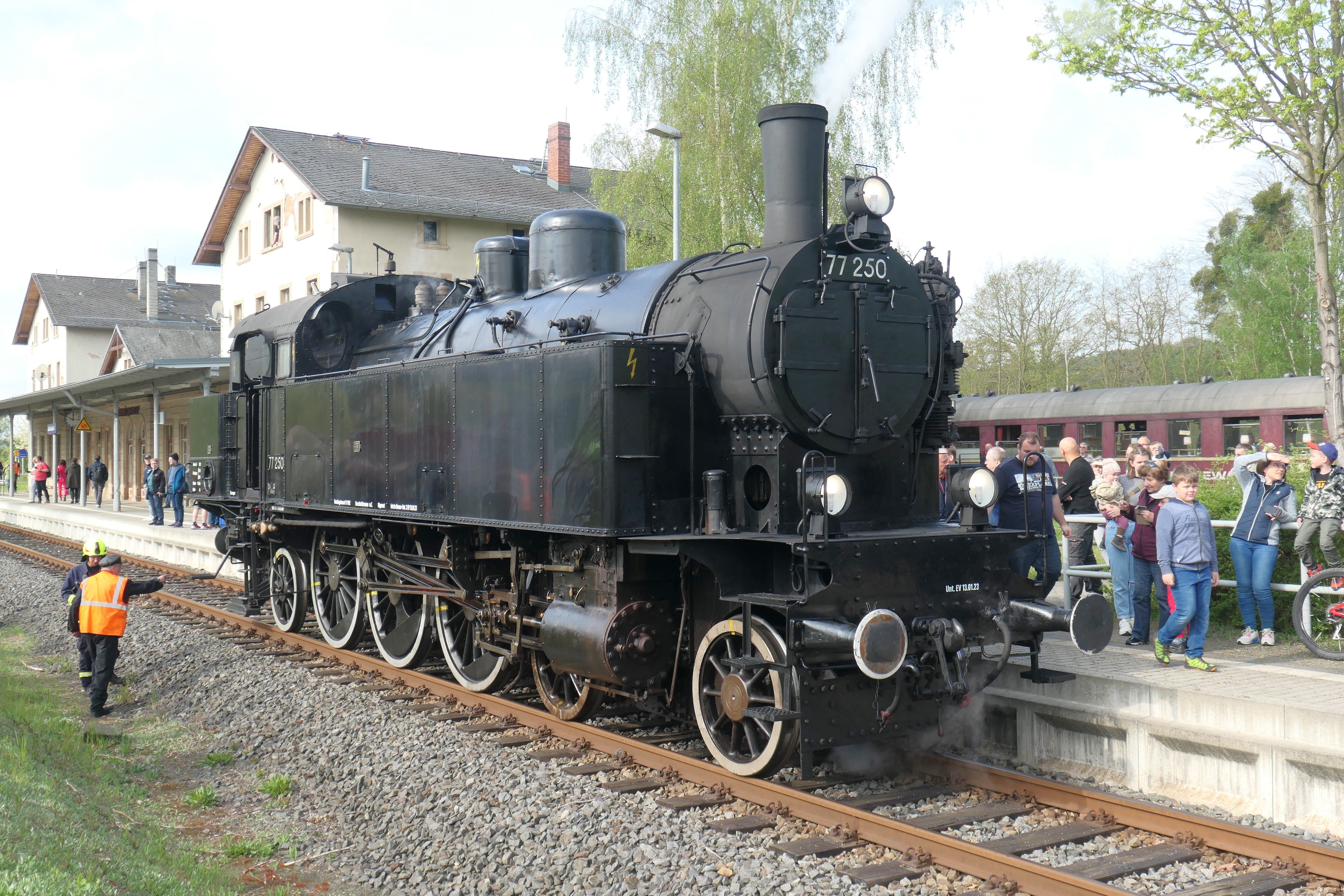
77 250 zum Sonderzugeinsatz während des Dresdner Dampfloktreffen im Bahnhof Dürrröhrsdorf (2024)

Die Südbahngesellschaft nutzte die 629 zunächst als Ersatz für veraltete Schlepptenderlokomotiven auch vor Schnellzügen auf den Zubringerstrecken zu ihren Gebirgsbahnen am Semmering, in Tirol und im heutigen Slowenien. 1917 wurden einzelne Maschinen zu Bespannung von Hof- und Sonderzügen herangezogen.
Die beim Personal beliebten Maschinen wurden nach dem Zerfall der Habsburgermonarchie in Richtung neuer Nord- und Ostgrenzen, also auf der Ostbahn, der Nordbahn, aber auch auf den Strecken Wels–Passau und Linz–Summerau eingesetzt.
Ab 1937 waren sie auch auf der Nordwestbahn im Einsatz. Abgesehen von diesen Einsatz-Schwerpunkten konnten die Lokomotiven aber nahezu überall im Österreichischen Streckennetz beobachtet werden.
Die letzten Lokomotiven, darunter auch einige der ersten Exemplare von 1913, standen im Raum Wien im Einsatz, wo sie bis zur Ausmusterung 1976 Personenzüge auf der Nordbahn bis Bernhardsthal und auf der Nordwestbahn bis Retz bespannten.
Die ČSD setzte wie Österreich die Maschinen im Personenzugdienst, aber auch auf kurzen Strecken vor Schnellzügen ein.